# ネータースキーム
代数幾何学において、ネータースキーム (noetherian scheme) は {\displaystyle A_{i}} をネーター環として開アフィン部分集合 {\displaystyle \operatorname {Spec} A_{i}} による有限被覆をもつスキームである。より一般に、スキームが局所ネーター (locally noetherian) であるとは、それがネーター環のスペクトルによって被覆されるということである。したがって、スキームがネーターであることと局所ネーターかつ準コンパクトであることは同値である。ネーター環と同様、概念はエミー・ネーター (Emmy Noether) にちなんで名づけられている。
局所ネータースキームにおいて、{\displaystyle \operatorname {Spec} A} が開アフィン部分集合であれば、A はネーター環であるということを示すことができる。特に、{\displaystyle \operatorname {Spec} A} がネータースキームであることと A がネーター環であることは同値である。X を局所ネータースキームとする。このとき局所環 {\displaystyle {\mathcal {O}}_{X,x}} はネーター環である。
ネータースキームはネーター位相空間である。しかし逆は一般には間違いである。例えば、非ネーター付値環のスペクトルを考えよ。
定義は形式スキームに拡張する。